# Loch Duich
Il Loch Duich (Gaelico Scozzese: Loch Dubhthaich) è un loch situato sulla costa ovest della Scozia nelle Highlands

## Storia
Nel 1719 le forze britanniche bruciarono molte case e i vicini terreni coltivati lungo le rive del lago nel mese precedente la battaglia di Glen Shiel.

## Castello di Eilean Donan
Il famoso castello di Eilean Donan si trova nel punto di incontro tra il Loch Duich, il Loch Long e il Loch Alsh.

## Natura e Conservazione
Il Loch Duich insieme ai loch vicini Loch Long e Loch Alsh sono stati designati come area marina protetta in Scozia nel 2014. La designazione è stata fatta per proteggere i fondali dei laghi che costituiscono i letti di coltura delle Limaria hians specie di piccole vongole.

## Galleria d'immagini

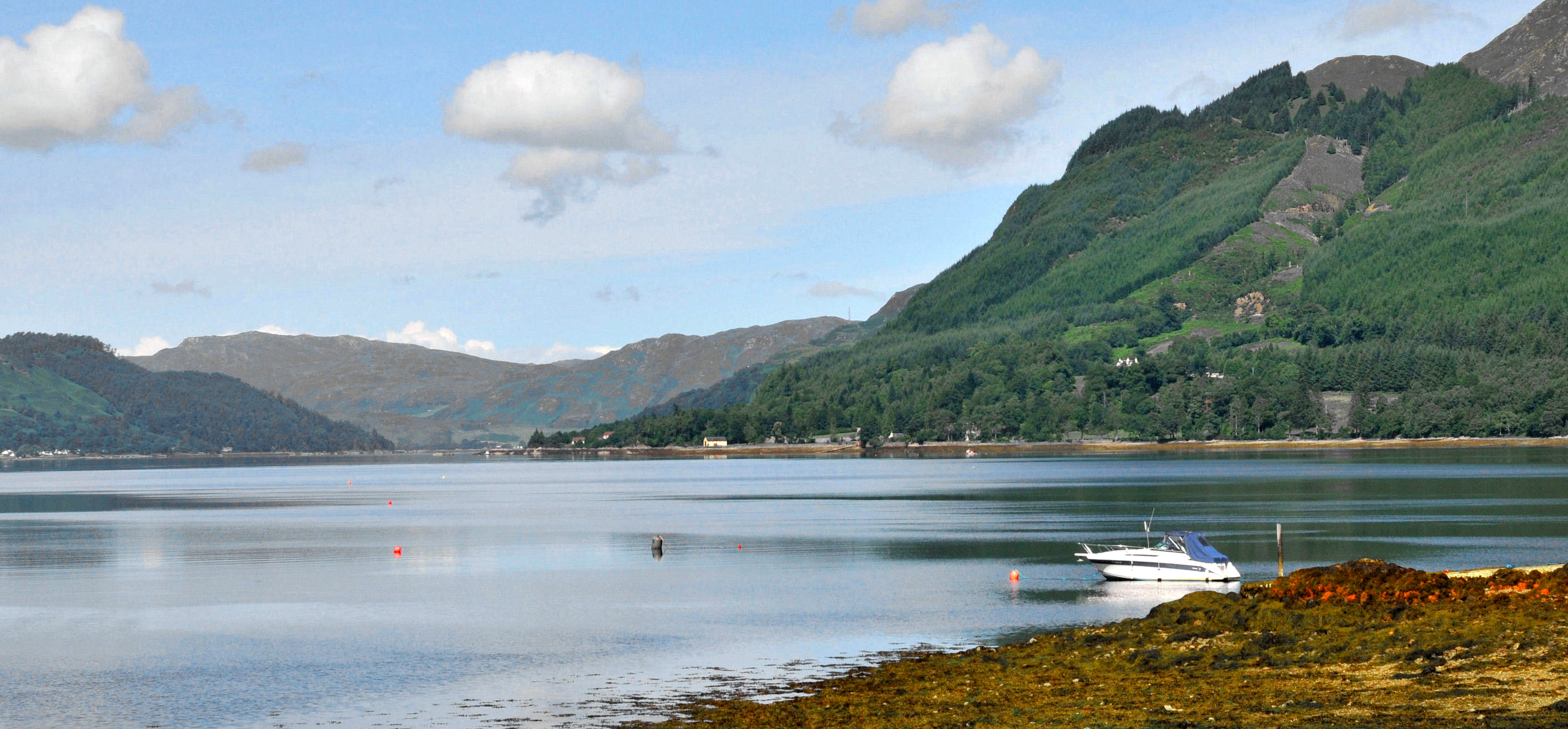
Un tranquillo loch sulla costa ovest della Scozia
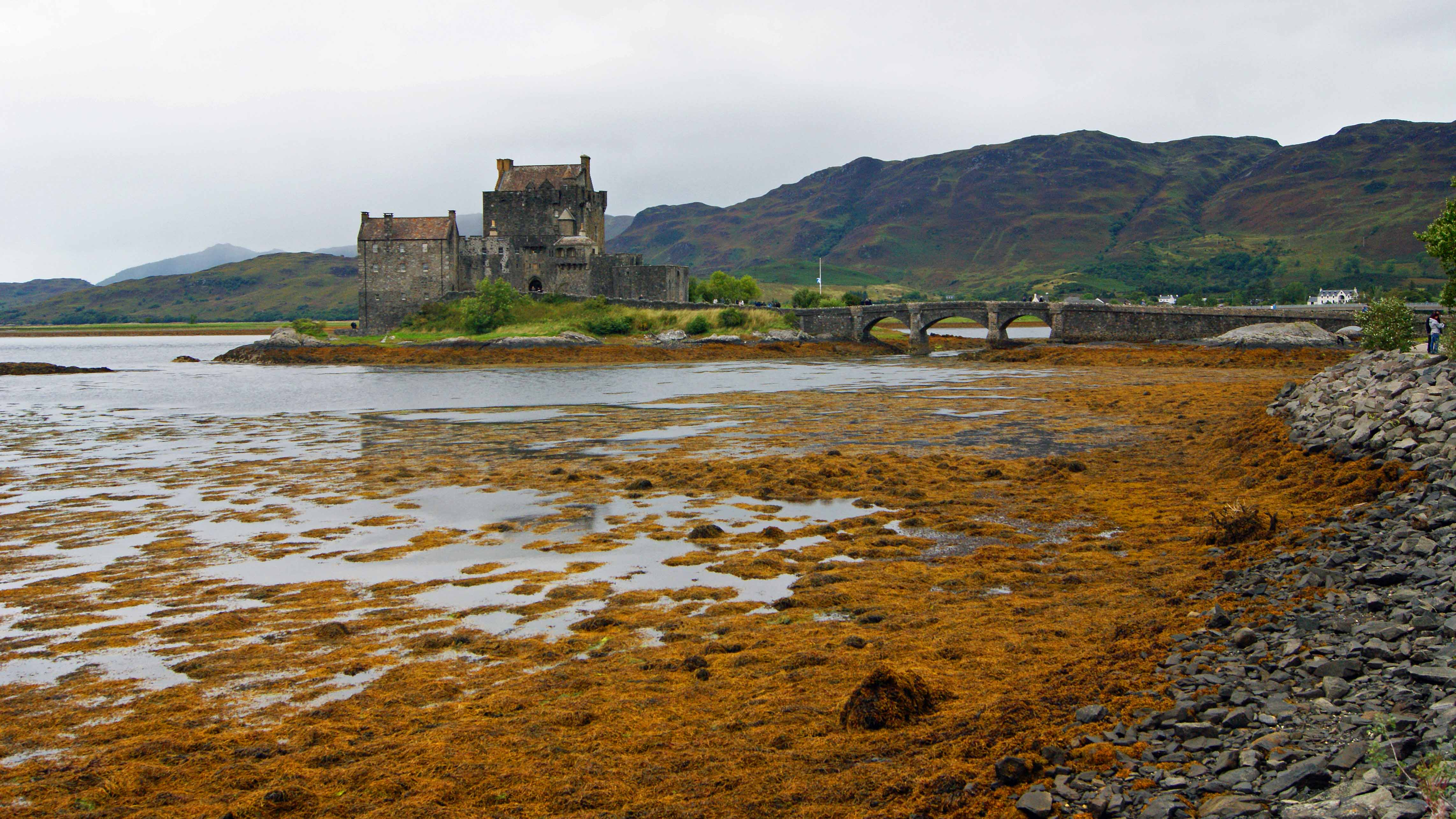
Il castello di Eilean Donnan sulle rive del Loch Duich
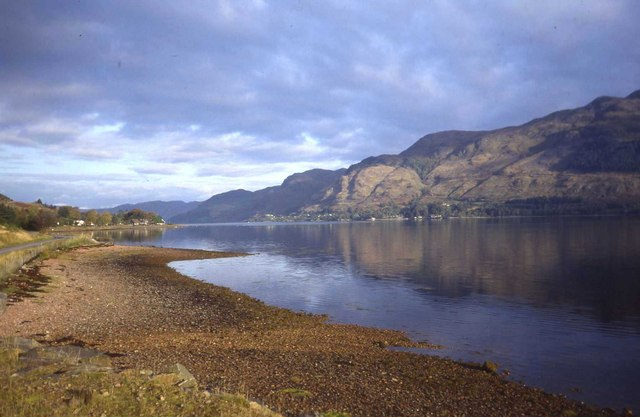
Il Loch Duich visto dalla strada costiera che conduce a Ratagan